# Prado (Kolumbia)
Prado – miasto w Kolumbii, w departamencie Tolima.